# وادي المداد
وادي المداد أحد أهم الوديان في محافظة الضالع جنوب اليمن.
تكثر في الوادي الابار والعيون المائية. تقدر الابار القديمة في وادي المداد إلى 100 بئر حفرت في زمن الغساسنة ويشتهر وادي المداد في زراعة الذرة والشعير والقات والمحاصيل الزراعية الأخرى. وتصب مياة السيول المدفقة من وادي المداد إلى شعب ذي حران والقاهرة والحيس حيث يتم سقى وادي الحيس والقاهرة وذي حران من مياة السيول الواردة من وادي المداد التي يرتفع عليها بحوالي 2000 قدم.